# Hypopyra capensis
Hypopyra capensis är en fjärilsart som beskrevs av Herrich-Schäffer 1854. Hypopyra capensis ingår i släktet Hypopyra och familjen nattflyn. Inga underarter finns listade i Catalogue of Life.

## Bildgalleri

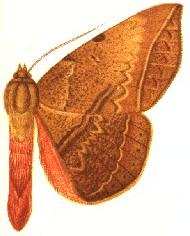
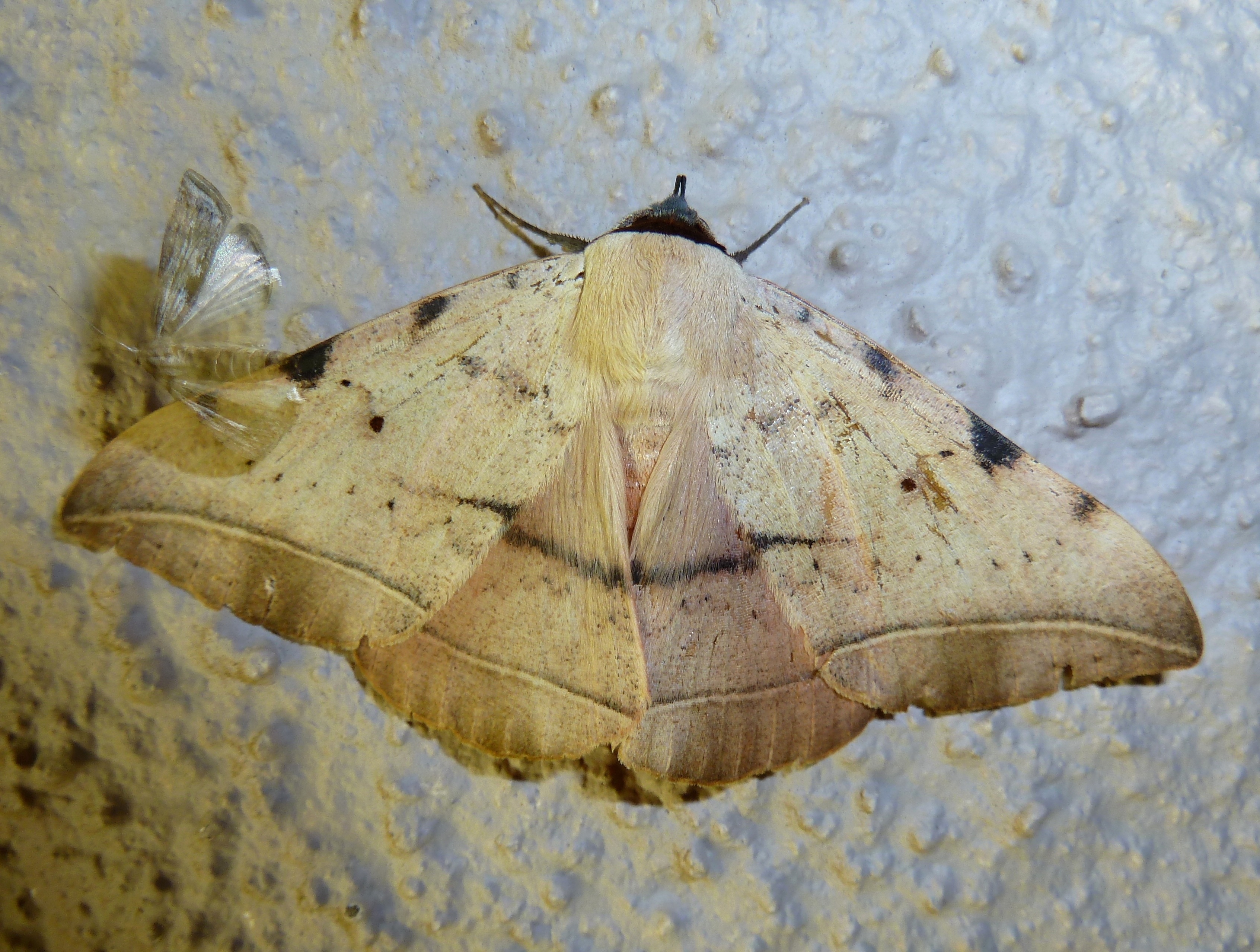
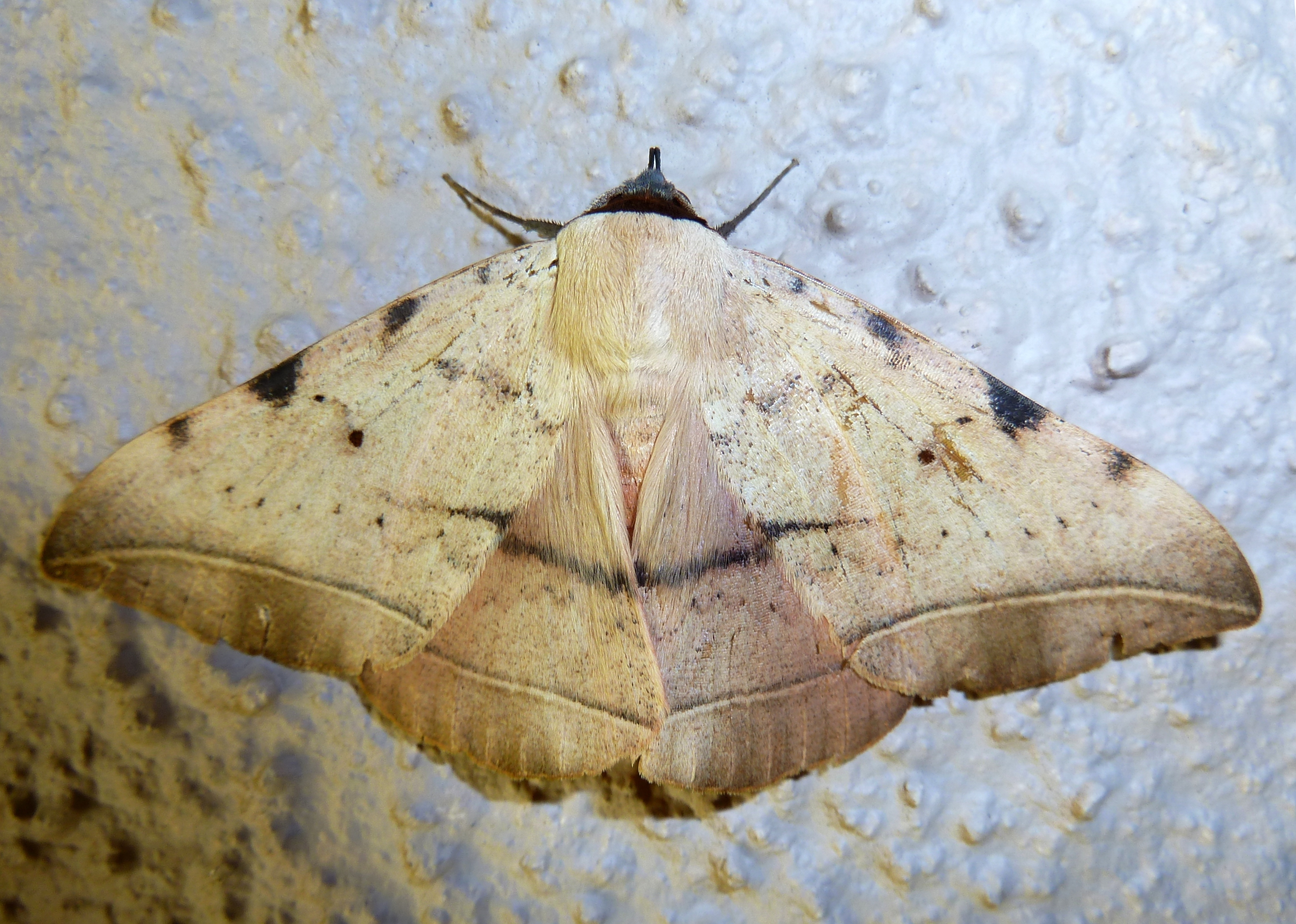
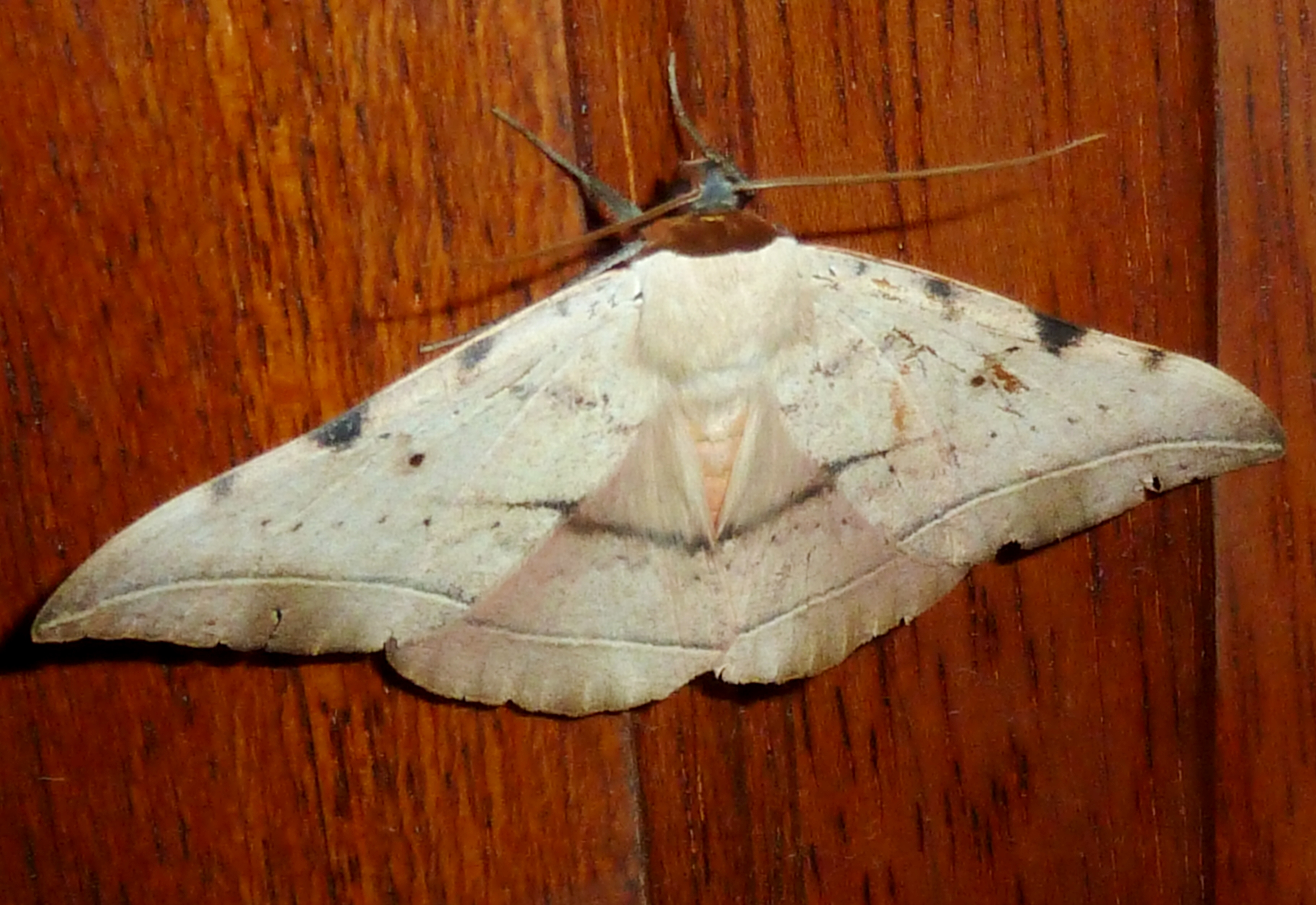
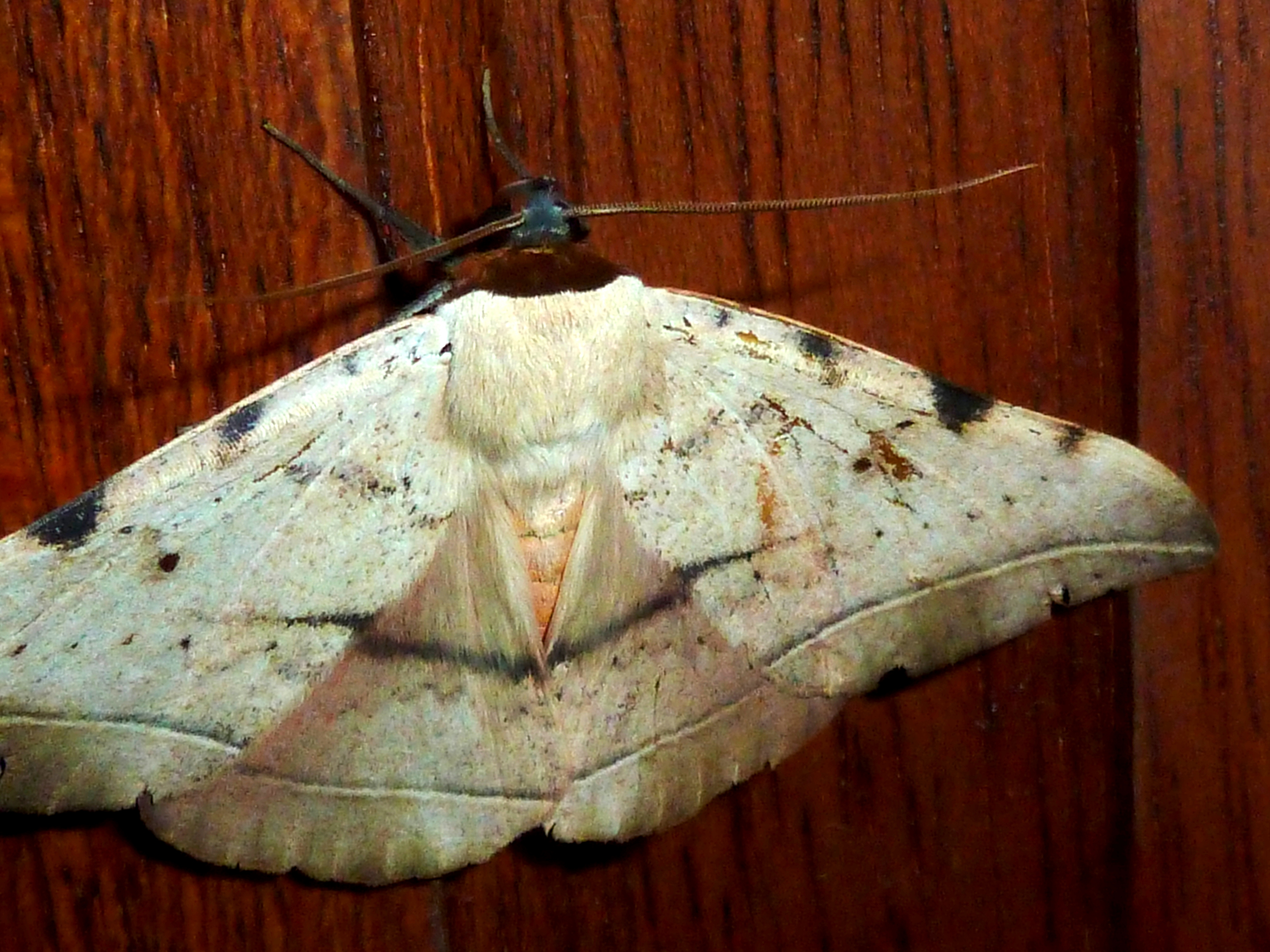
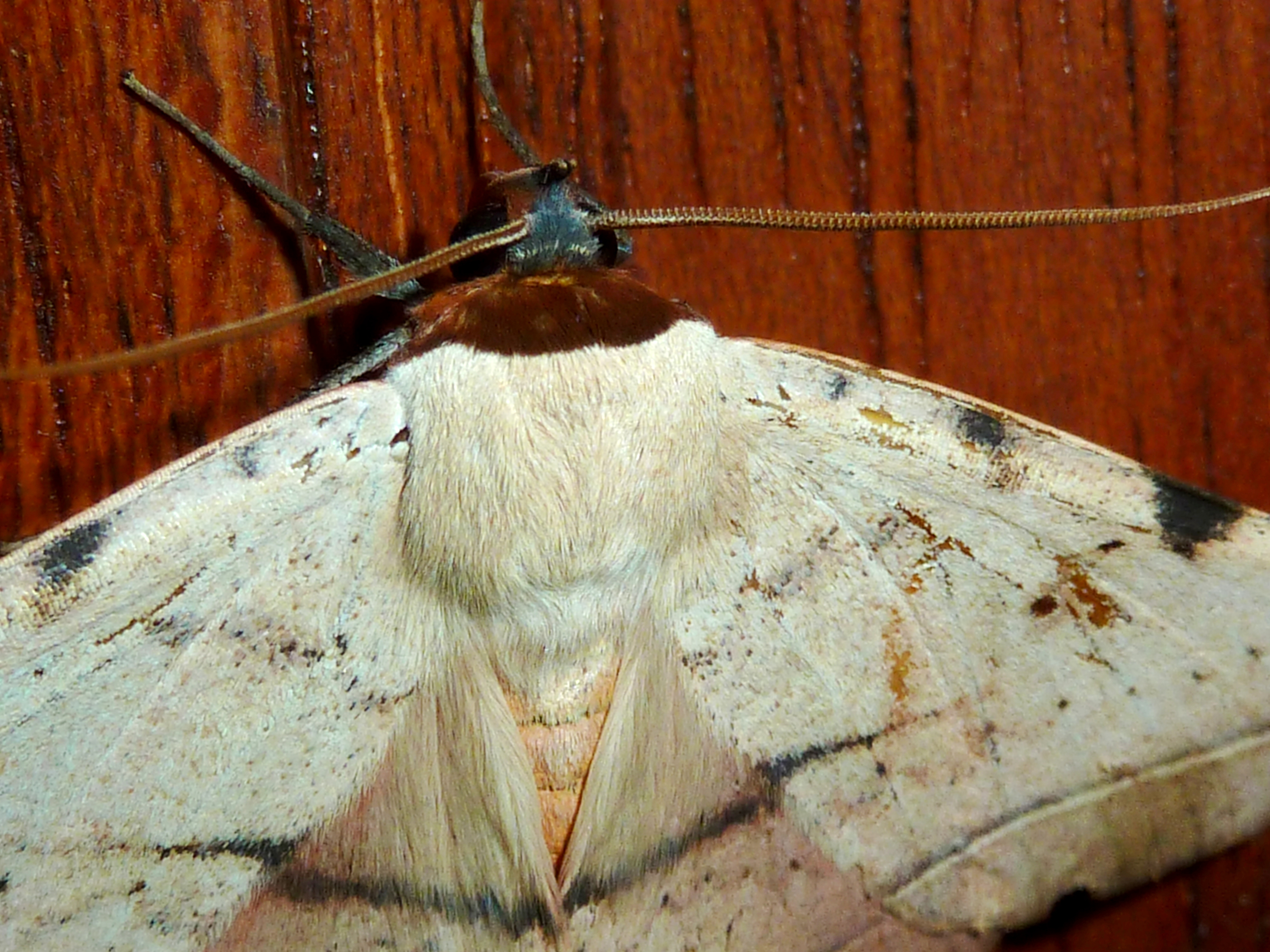